# Itapicuru
Itapicuru est une municipalité brésilienne de l'État de Bahia et la microrégion de Ribeira do Pombal.